# 7541 Nieuwenhuis
7541 Nieuwenhuis eller 4019 T-3 är en asteroid i huvudbältet som upptäcktes den 16 oktober 1977 av den nederländsk-amerikanske astronomen Tom Gehrels och det nederländska astronomparet Ingrid van Houten-Groeneveld och Cornelis Johannes van Houten vid Palomarobservatoriet. Den är uppkallad efter den holländske amatörastronomen Henk Nieuwenhuis.
Asteroiden har en diameter på ungefär 6 kilometer.